# Estádio Boris Paichadze
O Estádio Boris Paichadze ou Boris Paichadze Dinamo Arena (em georgiano: ბორის პაიჭაძის სახელობის ეროვნული სტადიონი), anteriormente conhecido como Lenin Dinamo Stadium e depois Boris Paichadze National Stadium, é um estádio de futebol localizado em Tbilisi, Geórgia. É o estádio-sede do Dinamo Tbilisi e casa dos jogos da Seleção Georgiana de Rugby Union e Seleção Georgiana de Futebol. Com capacidade para 54 139, o estádio é o maior da Geórgia. Construído em 1976, pelo arquiteto georgiano Gia Kurdiani, o Dinamo Arena foi nomeado Vladimir Ilyich Lenin Dinamo Stadium em homenagem ao líder comunista russo, em 1995, foi renomeado para Boris Paichadze National Stadium, em homenagem ao famoso jogador de futebol georgiano Boris Paichadze. Antes da construção da Boris Paichadze Dinamo Arena, a casa do Dinamo Tbilisi era o Central Stadium, com uma capacidade aproximada de 35 000 espectadores. A demanda por um estádio muito maior cresceu com a boa performance do Dinamo Tbilisi em meados dos anos 1970.

## História

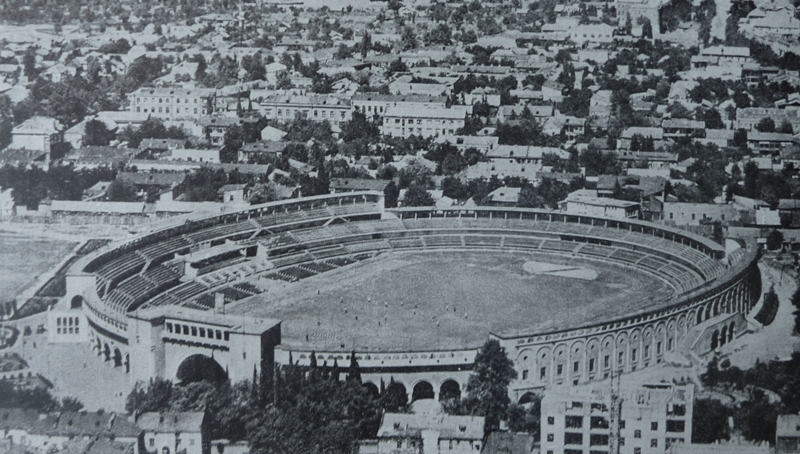
Dinamo Stadium em 1935

A construção do estádio começou no outono de 1929, embora o projeto tenha sido suspenso em breve. A construção foi renovada em 1933 e finalmente terminou em 12 de outubro de 1935 e comportava 23 000 espectadores. O recém-construído "estádio Dinamo", abrigando 23 000 espectadores, foi inaugurado em Tbilisi em 1936. O autor do projeto foi o arquiteto Archil Kurdiani.
Em 1960–1962, o estádio foi reconstruído e o número de espectadores aumentou para 36 000. Após a reconstrução, o estádio foi inaugurado oficialmente em 27 de julho de 1962. Em 1969–1976, a Dinamo Arena foi reconstruída novamente. A interface do estádio mudou e o número de espectadores passou para 78 000. O estádio foi aberto oficialmente em 19 de setembro de 1976. A reconstrução final do estádio ocorreu em 2006 e o número de espectadores foi alterado para 55 000. O estádio foi inaugurado em 6 de setembro de 2006.

## Nomes
- 1935–1936: Dinamo Stadium
- 1937–1953: Beria Dinamo Stadium
- 1954–1968: Dinamo Stadium
- 1976–1990: Lenin Dinamo Stadium
- 1990–2011: Boris Paitchadze National Stadium
- 2011–atual: Boris Paitchadze Dinamo Arena

## Fatos marcantes
- 1936 – Abertura;
- 1976 – Reconstrução;
- 2006 – Renovação;
- 2011 – Mudança para o nome atual, Boris Paitchadze Stadium.